# Понта-Делгада (аэропорт)

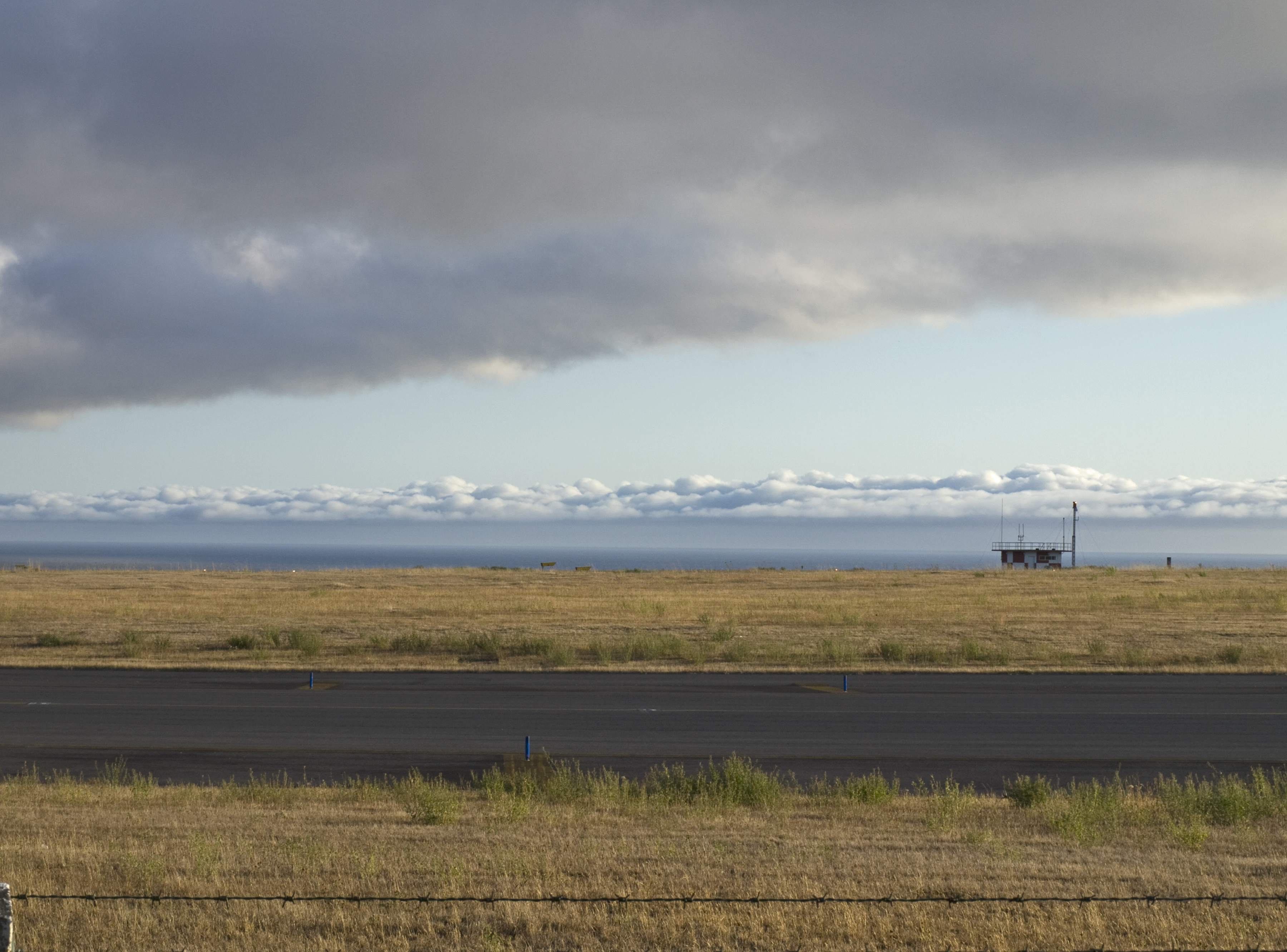
Взлётно-посадочная полоса аэропорта.

Аэропорт имени Иоанна Павла II (порт. Aeroporto João Paulo II) (ИАТА: PDL, ИКАО: LPPD) — международный аэропорт, расположенный на острове Сан-Мигел в португальском архипелаге Азорские острова. Он расположен в 2 км к западу от центра города Понта-Делгада, это основной и самый загруженный аэропорт на Азорских островах, а также пятый по величине объект, управляемый ANA Aeroportos de Portugal. 
Строительство терминала было завершено в 1995 году; к 2005 году аэропорт обслужил 873 500 пассажиров.
У него есть регулярные внутренние рейсы на все острова архипелага, а также на Мадейру и материк, а именно в Лиссабон, Порту и Фару. Аэропорт имени Иоана Павла II также обслуживает международные рейсы в Европу и Северную Америку. Аэропорт является основным узлом для группы авиакомпаний SATA, в которую входят как межостровные рейсы SATA Air Açores, так и международные Azores Airlines, а с апреля 2015 года он является базой для Ryanair.

## История

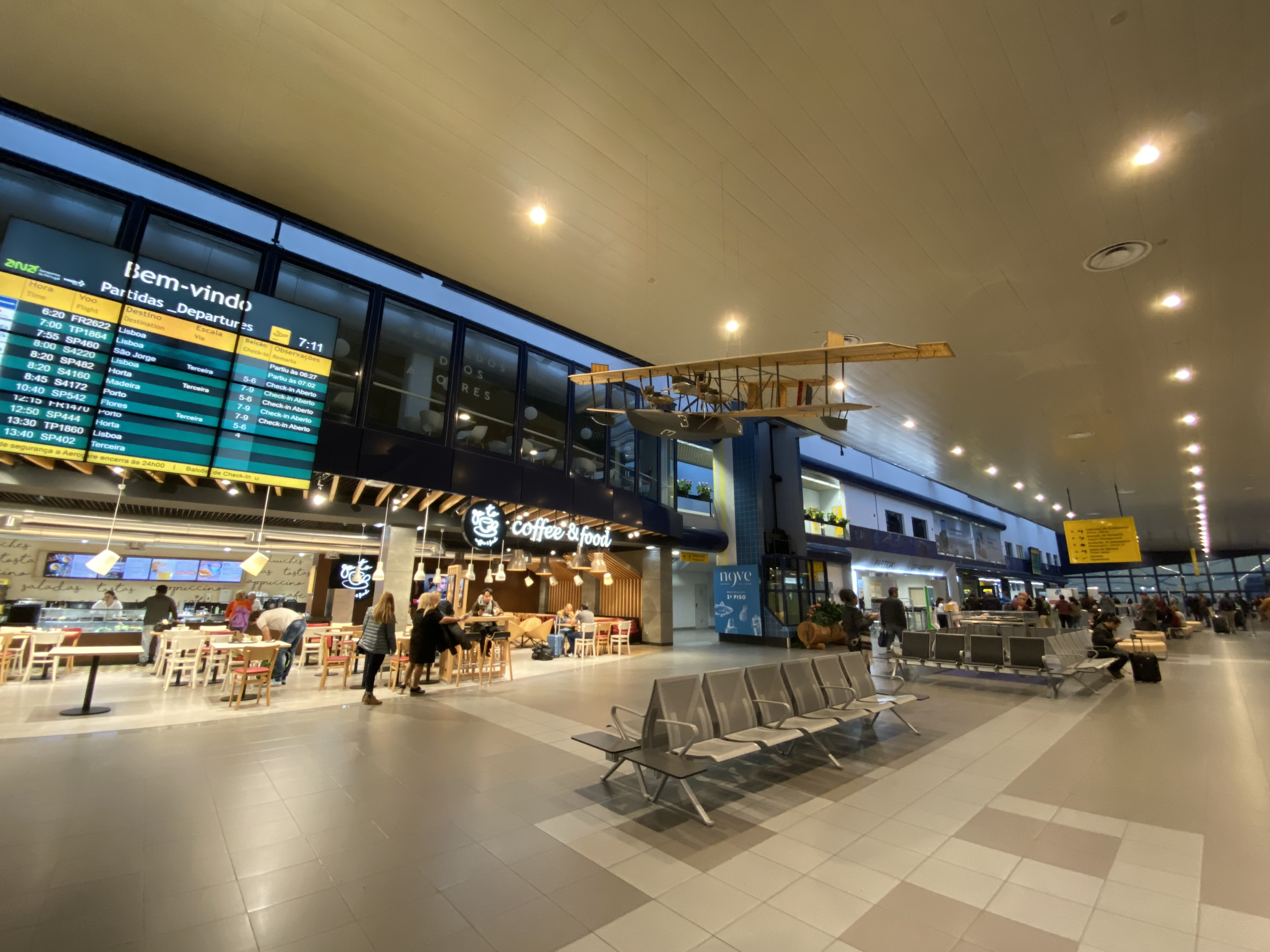
Интерьер главного терминала аэропорта

Аэропорт был открыт 24 августа 1969 года президентом Америку Томашом после 6 лет строительства, начатого в 1963 году. На момент открытия взлётно-посадочная полоса, перенесённая из Сантаны, имела длину 1800 метров а сам аэропорт назывался «Aeroporto da Nordela» из-за своего расположения на крайнем северо-западе острова Сан-Мигель. Он был построен для обслуживания рейсов между островами и континентом с использованием одного Boeing 737 национальной авиакомпании TAP Air Portugal. Регулярные рейсы в Лиссабон начались два года спустя.
В мае 1995 года на открытии нового терминала аэропорту было присвоено Иоанна Павла II в честь визита Папы на Азорские острова в 1991 году.
Строительство аэропорта стало важным этапом экономического и социального развития Азорских островов, в частности острова Сан-Мигел. В аэропорту находится соответствующее оборудование для обслуживания как пассажирских так и грузовых и почтовых рейсов. Это самый загруженный аэропорт в регионе, в 2011 году пассажиропоток достиг 935 000 пассажиров».
18 декабря 1998 г. вместе с аэропортами в Лиссабоне, Порту, Фару, Флорише, Санта-Марии, Орте и Беже он был передан в концессии для оказание поддержки гражданской авиации компании ANA Aeroportos de Portugal в соответствии с положениями указа 404/98. Благодаря этой концессии ANA также отвечала за планирование, разработку и строительство новых объектов.

## Статистика
Данные из запроса в Викиданные.
| Место | Город       | Пассажиропоток | % изменений | Перевозчики                                |
| ----- | ----------- | -------------- | ----------- | ------------------------------------------ |
| 1     | Лиссабон    | 839,826        | ▲ 9.5%      | Azores Airlines, Ryanair, TAP Air Portugal |
| 2     | Порту       | 300,426        | ▲ 8.3%      | Azores Airlines, Ryanair                   |
| 3     | Терсейра    | 185,246        | ▲ 1.4%      | SATA Air Açores                            |
| 4     | Бостон      | 111,950        | ▲ 11.5%     | Azores Airlines, TAP Air Portugal          |
| 5     | Санта-Мария | 82,431         | ▲ 5.1%      | SATA Air Açores                            |
| 6     | Орта        | 79,464         | ▲ 6.6%      | SATA Air Açores                            |
| 7     | Торонто     | 75,763         | ▼ 0.5%      | Azores Airlines, TAP Air Portugal          |
| 8     | Пику        | 72,454         | ▲ 7.1%      | SATA Air Açores                            |
| 9     | Фуншал      | 46,221         | ▲ 15.4%     | Azores Airlines                            |
| 10    | Флориш      | 40,540         | ▲ 11.6%     | SATA Air Açores                            |

## Авиакатастрофы и происшествия
- 18 августа 2019 года Boeing 757 авиакомпании Delta Air Lines, выполнявший рейс из международного аэропорта имени Джона Кеннеди в Нью-Йорке, совершил жёсткую посадку. О пострадавших не сообщалось, но самолёт был существенно повреждён[21].